# Carmine Giorgio
Carmine Giorgio (Minervino Murge, 29 maggio 1861 – Minervino Murge, 13 novembre 1943) è stato un politico e antifascista italiano.

## Biografia
Carmine Giorgio nacque a Minervino il 29 maggio 1861. Di professione fornaio, fu tra i creatori nel 1895 dei primi circoli del Partito Socialista Italiano in Puglia. Dopo i moti popolari del 1898, in cui i minervinesi esasperati dalle gravi condizioni sociali uccisero tre proprietari terrieri, venne accusato di aver incitato la popolazione ai saccheggi e alle devastazioni e condannato a sette anni e cinque mesi di reclusione. I compagni socialisti, mentre era ancora in carcere, lo candidarono alle elezioni politiche del 1900 nei collegi di Molfetta e di Corato.
Un provvedimento di grazia sollecitato dai deputati socialisti ne permise la scarcerazione nel giugno 1903, cosicché Giorgio riprese la sua attività di militante e dirigente del partito. Nelle elezioni politiche del 1919 fu nuovamente candidato non venendo eletto. Dopo la scissione di Livorno aderì al Partito Comunista.
In seguito a moti rivoluzionari del febbraio 1921 fu arrestato e condannato a dieci anni di reclusione. Fu nuovamente candidato alle elezioni politiche del 1924 e fu l'unico comunista pugliese eletto, ma l'elezione non fu proclamata a causa della condizione di detenzione. Ritornato in libertà, nel dicembre 1926 venne destinato al confino per quattro anni presso i centri di detenzione di Rotondella, l'isola di Augusta, Ponza e infine Potenza. Negli anni trenta, a settant'anni, venne nuovamente rilasciato e poté tornare nel suo paese, dove visse con diverse restrizioni della sua libertà personale.
Carmine Giorgio morì a Minervino Murge il 13 novembre 1943.